# Pokrovničko naselje iz mlađeg kamenog doba
Koncem srpnja 2006. su predstavljeni nalazi na arheološkom nalazištu u Pokrovniku kraj Drniša.
Na njemu su radili predstavnici Gradskog muzeja iz Drniša i Tehnološkog instituta iz Rochestera, SAD (voditelj: prof. Andrew Moore). Radovi na iskapanjima su trajali nekoliko tjedana.
Nalazi se odnose na naselje iz mlađeg kamenog doba. Starosno su datirani na razdoblje od 5. do 2. st. pr. Kr.
Nađeni su artefakti iduće vrste: keramičke zdjele, kultne posude (ritoni), a nađene su i kosti domaćih životinja.
Potonji nalaz, kao i pronađene žitarice i sjemenje, potvrđuje da su se stanovnici tog naselja bavili poljodjelstvom i stočarstvom.